# Biblioteca Popular Sarmiento
La Biblioteca Popular Sarmiento es una organización social, educativa y cultural de la ciudad de Gualeguaychú, provincia de Entre Ríos, Argentina. Se inició en mayo de 1869, cuando el poeta Olegario Victor Andrade tuvo el gesto fundacional  en una carta que le envió al secretario de la Comisión Protectora de la Educación, don José E. Cortines, en donde le eximió la necesidad de la creación de la primera biblioteca popular de la ciudad y tercera del país.

## Historia.
Fue la primera biblioteca popular que se fundó  en Gualeguaychú y en la Provincia, su función data del 31 de mayo de 1869 y se llamó  " La  Educacionista Argentina”.
Pasaron dos años, hasta que en 1872 el presidente de la República, Domingo Faustino Sarmiento, envió a Entre Ríos al doctor Onésimo Leguizamón para que creara bibliotecas populares en la provincia y de esa manera contribuyera a combatir el analfabetismo, verdadero flagelo da región. Por indicación directa de Sarmiento, Leguizamón se vinculó inmediatamente con Olegario Victor Andrade.
En un primer momento ingresaron como socios ochenta ciudadanos, a cuyo frente figuró el jefe político coronel Luciano González, el señor Apolinario Benítez y el doctor Onésimo Leguizamón. Se empezó entonces a recoger los fondos para adquirir los primeros libros para la biblioteca., Leguizamón envió  una circular a todos los autores residentes en Buenos Aires invitando a que obsequiasen un ejemplar para la biblioteca, todos los escritores colaboraron, entre ellos Francisco y Manuel Bilbao, Bartolomé Mitre, Gutiérrez, Carlos Tejedor y Vélez Sarsfield. El primer donante de sus obras fue el vicepresidente de la república, Nicolás Avellaneda.
El domingo 24 de noviembre de 1872 inició su histórico recorrido la biblioteca, no ha sido posible precisar con exactitud el domicilio en la que se inauguró, se sabe que el edificio alquilado se ubicaba en algún punto de la calle 25 de mayo. 
Abrió sus puertas con trescientos cincuenta y cuatro ejemplares que ofreció al pueblo para su lectura. Desde el comienzo la biblioteca experimentó un gran movimiento, lo que hacía evidente los beneficios que su apertura significaba en la culta y progresiva población de Gualeguaychú. Para los usuarios del siglo diecinueve fue un lugar de encuentro donde el leitmotiv eran los libros.
Contrataron como bibliotecario y contador a Justo Echazarreta, tenedor de libros. Sancionó el reglamento que iba a regir la biblioteca popular, con un punto específico que sería interesante para todos los vecinos, la ciudad  podía participar directamente en el aumento del caudal literario de la biblioteca, incluso con sus memorias orales.
El número de lectores fue aumentando cada año, llegando a octubre de 1878 a dos mil trescientos y tres visitas. Dado el número de la población de Gualeguaychú en esa época, la Biblioteca Popular de la ciudad era la más concurrida de cuantas había instaladas en el país. 
Los años posteriores a su fundación fueron muy difíciles dadas las luchas y agitaciones de la época, solo la personalidad de don Justo Etchazarreta que la dirigió y administró durante todo ese tiempo logró mantenerla. En ese período la Biblioteca se conocía popularmente con el nombre de la Biblioteca de “Don Justo” , al morir este, queda prácticamente abandonada hasta que el 25 de febrero de 1905 se reúnen en la Municipalidad un grupo de ciudadanos con el fin de continuar con la institución y se nombra una comisión interina.
El domingo 28 de mayo de 1905, en un local de la calle 25 de mayo, finalmente se inauguró la Biblioteca Popular Sarmiento. Esta surge a la vida bajo la advocación de un nombre que simboliza y encarna, junto con el de Alberdi, todas y cada una de las nobles y fecundas tradiciones que atesora el pasado argentino y que guían por una senda de luz a su presente  el de Domingo Faustino Sarmiento. En el acto inicial habló el presidente de la institución, el señor Marchini, trascendental para la cultura del pueblo de Gualeguaychú.

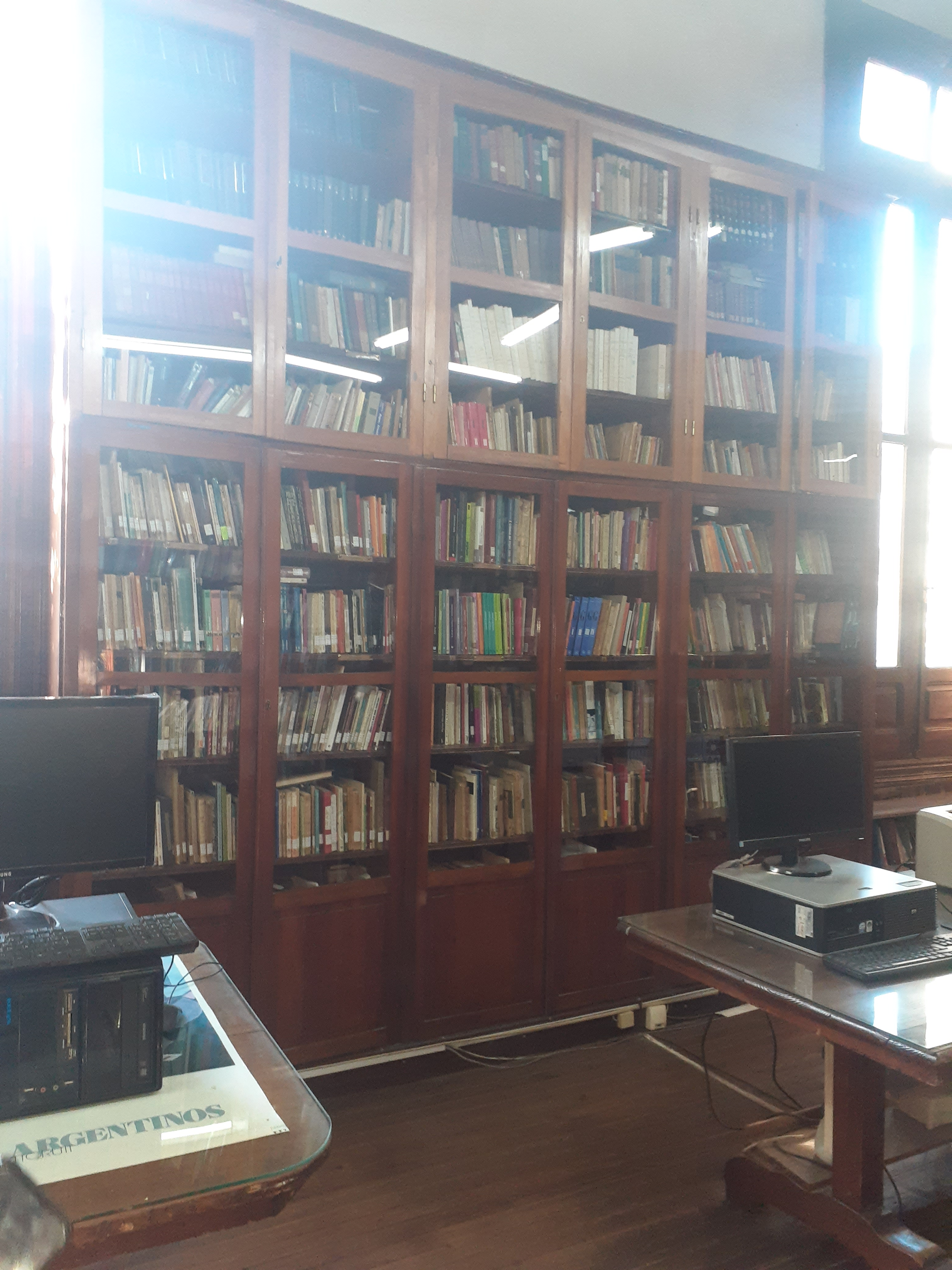
Espacio para usuarios

La biblioteca ha transitado sus 153 años de vida como guardiana histórica de la cultura, por lo que ha sido incorporada al patrimonio histórico de la ciudad. Cuenta con edificio propio desde 1913.

## Momentos históricos
Durante la presidencia de Ramón Elizalde en 1912 a 1913 la biblioteca obtuvo la personería jurídica y fue elegido presidente de la institución el señor Gerónimo Vela, quien fue elegido sucesivamente  hasta 1922. Le sucedió a Vela su vicepresidente, Carlos Arigós D' Elía, quien fue reelegido de manera constante hasta 1940, durante su presidencia se adquirió el edificio que actualmente ocupa, ubicado en la esquina de las calles Alberdi y San Martín. Tras el retiro de Arigós D' Elía, por primera vez asume la presidencia de la biblioteca una mujer: María América Barbosa, una de las primeras maestras que tuvo la ciudad. Fue reelegida hasta 1946 y volvió a dirigir la institución entre 1950 y 1953.

### Ciudadanos de la comunidad que fueron presidentes
Eduardo Larrosa; Luis Doello Jurado; Carlos Daneri; Angel Ríos; Ramón Elizalde; Gerónimo; Carlos A. de Elías; María América Barbosa; Pablo Daneri; Manuel Vasallo; Blas Lamboglia; Rodolfo García; Jacinto Franco; Enrique Darchéz; Guillermo Cardozo; Angelina Lapalma; Ricardo Rojas; Luis A. Daneri; Máxima Bachini; Lucy Madera de Galetto; Marcia Piaggio; Oscar Lapalma y en el presente Adela Heller de Rossi.
Otras personas destacadas que pasaron por la biblioteca como Inocencio Furquez, quien fuera además reconocido periodista director  del periódico "El Noticiero" , la señorita Ana Enriqueta Burlando bibliotecaria y gran creadora de lazos entre los niños y la lectura y la señorita Marta Bonzón, bibliotecaria por más de treinta años de servicio.

## Colección

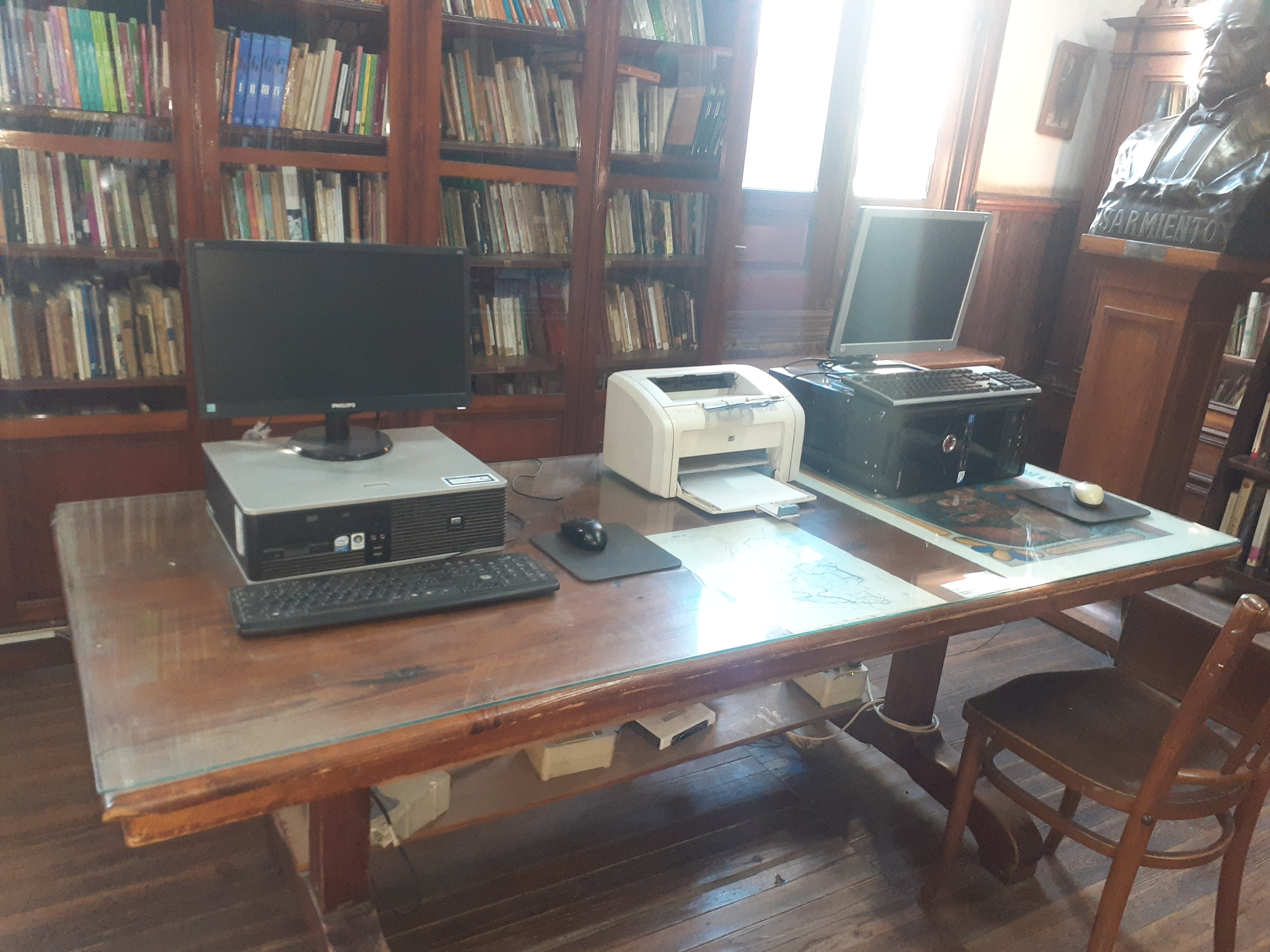
Área de investigación

La misma cuenta con un caudal de más de 65.000 volúmenes, además de una extensa hemeroteca compuesta por folletos, diarios y revistas de todo tipo; videoteca con más de 300 videos educativos,  ediciones enciclopédicas y de música clásica y ópera.
La sala de lectura cuenta con un espacio amplio para suficientes personas sentadas en mesas de estudio, y lleva el nombre de Dr. Alberto Arigos D´ Elía. En la misma se tiene a disposición de los socios y del público en general computadora para realizar todo tipo de trabajos en forma gratuita.

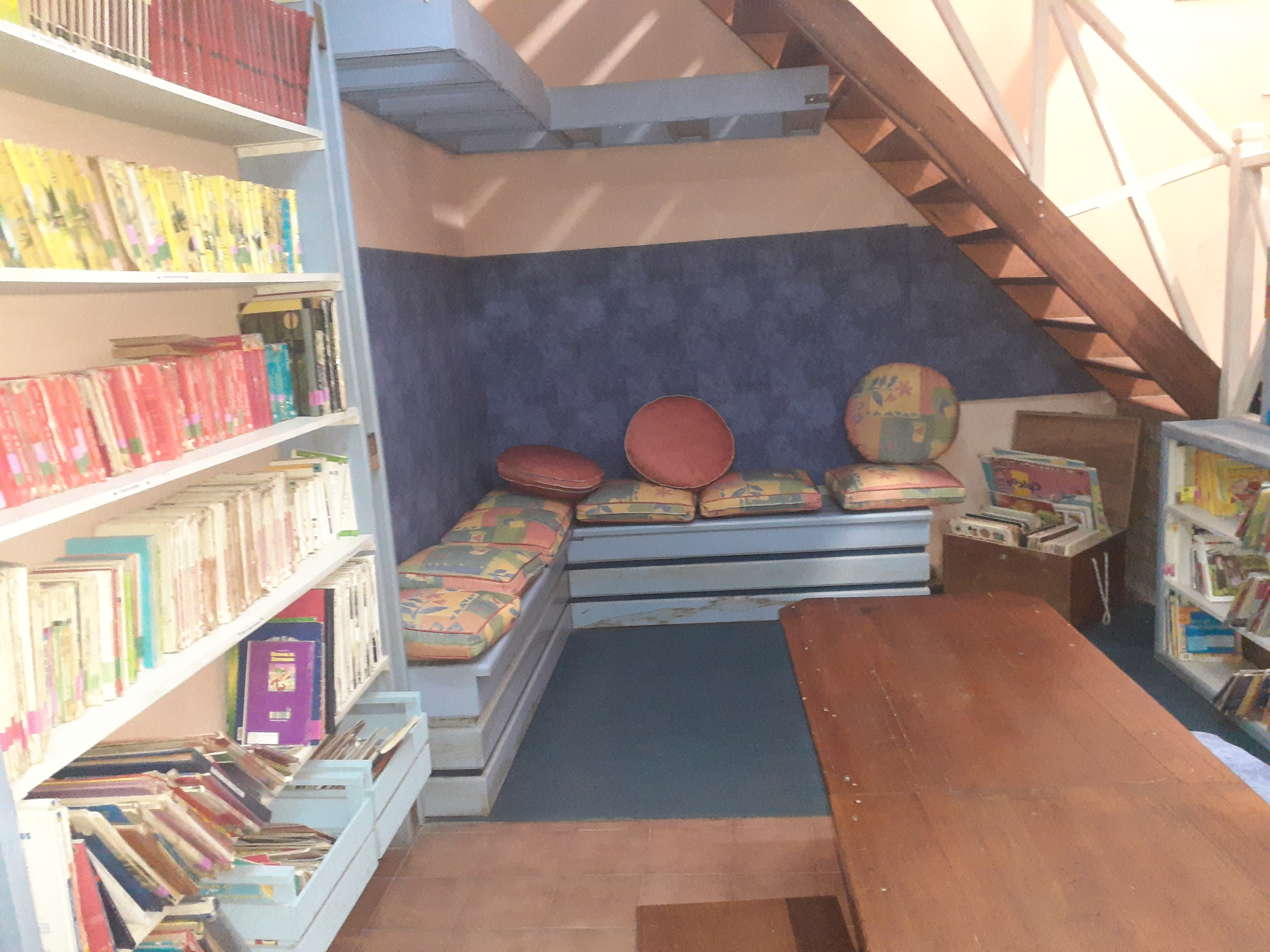
Rincón infantil

En otro espacio se encuentra la biblioteca infantil, que fue creada hace 39 años por la señora Ana Etchegoyen ante la necesidad de tener un espacio exclusivo para niños y jóvenes. En el año 1994 se inauguró la nueva sala de la biblioteca infantojuvenil bautizada con el nombre de su otra precursora, la señorita bibliotecaria Enriqueta Burlando.
Posee un moderno salón de actos con capacidad para 120 sillas, el cual es utilizado para todo tipo de eventos sociales y culturales; el mismo lleva el nombre de Jacinto Franco.
La biblioteca conserva en su tesoro un variado y rico material, dos obras originales manuscritas: "Barranca Abajo" de Florencio Sánchez y "Los crepúsculos de jardín" de Leopoldo Lugones; poesía suelta manuscrita de Enrique Banchs, Delio Panizza, Pablo Daneri, Enrique Piaggio, Naty Sarrot y Hortensia Raffo.
Donado por la familia de Domingo Faustino Sarmiento, el bastón y la estilográfica personal del prócer. Medalla de Julio Irazusta cuando lo declararon, a nivel mundial, cuarta posición como historiador; y también su pasaporte original.